# 成肇毅
成肇毅，字而卓，號愚中，浙江杭州府仁和縣（今浙江省杭州市）人，清朝政治人物、同進士出身。

## 生平
順治六年（1649年）己丑科進士，改直隸真定府冀州新河縣知縣、刑部員外郎。順治十七年，任禮科給事中、山西鄉試正考官。